# Katsutoshi Naitō
Katsutoshi Naitō (n. 25 februarie 1895, Hiroshima, Japonia – d. 27 septembrie 1969) a fost un luptător ce a reprezentat Japonia, medaliat olimpic. A participat la o ediție a Jocurilor Olimpice (1924) în care a câștigat o medalie de bronz.

## Participări
Lista de mai jos prezintă principalele competiții la care a participat Katsutoshi Naitō de-a lungul carierei.
- wrestling at the 1924 Summer Olympics – men's freestyle featherweight[*]